# Sexmo de Valcorba
| Torrescárcela Aldealbar Bahabón Campaspero Cogeces del Monte Santibáñez |

 Pobles actuals del Sexmo de Valcorba
El sexmo de Valcorba és un dels sexmos (divisió territorial per a l'adminsitració de béns comunals) en què es divideix la Comunitat de Vila i Terra de Cuéllar.
Ara com ara, les localitats que integren aquesta divisió històrica són les de Campaspero, Bahabón, Torrescárcela, Cogeces del Monte, Aldealbar i Santibáñez de Valcorba, estant la capital històrica del sexmo Cogeces del Monte. El sexmo, pren el seu nom del Valcorba, torrent que recorre la majoria de les localitats de la zona.
Al passat, van existir d'altres localitats que n'hi van formar part, però avui dia es troben despoblades. Els despoblats més rellevants que van integrar el sexmo de Valcorba van ser els de Pociague, Minguela i Hontalbilla del Monte.
Ara com ara tot el territori de l'antic sexmo, a excepció de part de les terres de Pociague, pertany a la província de Valladolid, després de la divisió territorial d'Espanya el 1833, on van abandonar la província de Segòvia, a la qual històricament havien pertangut. Així i tot, tots els municipis continuen formant part de la Comunitat de Vila i Terra de Cuéllar.